# Terre Roche

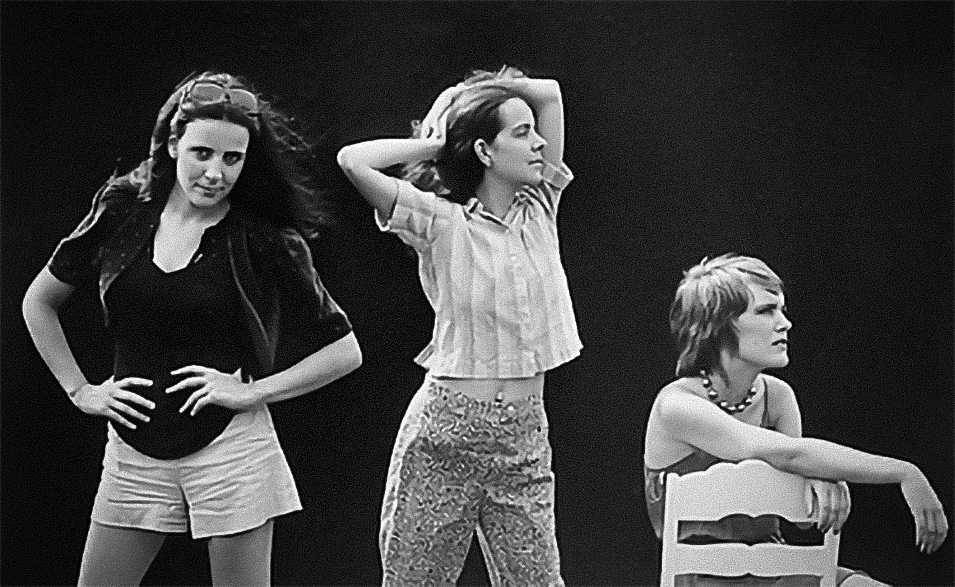
Terre Roche (rechts) mit Suzzy Roche (links) und Maggie Roche (Mitte) im Jahr 1980

Terre Roche (* 10. April 1953 in New York City, USA) ist eine US-amerikanische Singer-Songwriterin.

## Leben
1970 absolvierte Terre Roche gemeinsam mit ihrer älteren Schwester Maggie Roche (1951–2017) an der New York University einen von Paul Simon geleiteten Song-Writing-Kurs. Drei Jahre später waren die beiden Schwestern als Background-Sängerinnen bei der Aufnahme von Simons Album There Goes Rhymin’ Simon beteiligt und Paul Simon produzierte 1976 das erste Album von Maggie und Terre Roche.
Ab 1976 bildeten sie gemeinsam mit ihrer jüngsten Schwester Suzzy Roche (* 1956) die Gesangsgruppe The Roches.
Terre Roche ist Mitglied der Band Afro-Jersey und arbeitete während ihrer Karriere außer mit Paul Simon auch mit Philip Glass, Linda Ronstadt, Meredith Monk, Robert Fripp und Tracey Ullman.

## Diskografie
- 1976 – Seductive Reasoning (mit Maggie Roche)
- 2008 – Sound Of A Tree Falling
- 2013 – Afro-Jersy (mit Sidiki Conde und Marlon Cherry)
- 2015 – Imprint

Als Bandmitglied siehe Diskografie The Roches.